# Toyota Paseo
Toyota Cynos/Paseo (яп. トヨタ・サイノス) — компактний автомобіль в спортивному стилі, що випускався з 1991 по 1999 роки компанією Toyota. Автомобіль був створений на основі Tercel і був доступний в кузові купе, і в більш пізніх моделях кабріолет. У 1997 році Toyota припинила продаж автомобіля в США, однак він продовжував продаватися в Канаді, Європі та Японії до 1999 року. Cynos, як і Tercel, має загальну платформу з Starlet. Деякі деталі є взаємозамінними між трьома автомобілями.

## Перше покоління

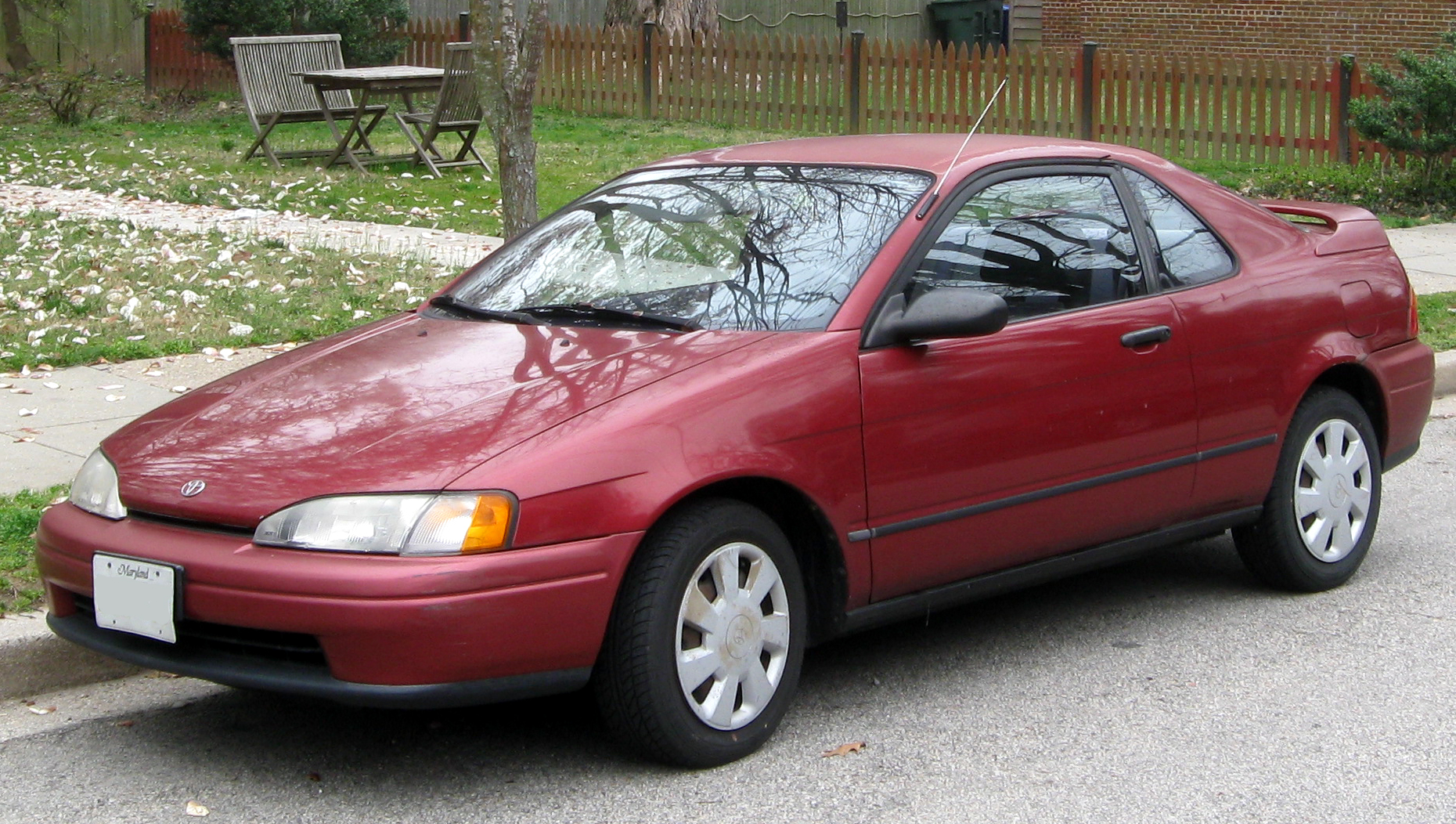
Toyota Paseo І

Перше покоління Cynos випускалося з 1991 по 1995 роки і було засноване на базі Tercel. Cynos оснащувався 1,5-літровим чотирициліндровим двигуном 5E-FE. На більшості ринків цей двигун мав потужність 100 к.с. (75 кВт) при 6400 об/хв і крутний момент 123 Нм при 3200 об/хв. У 1993 році в Каліфорнії потужність двигуна була оцінена в 93 к.с. (69 кВт) і крутний момент 136 Нм.
Автомобіль був доступний або з п'яти-ступінчастою механічною коробкою передач, або чотирьох-ступінчастою автоматичною.

### Двигуни
- 1.5 л 5E-FE I4 100 к.с. 123 Нм
- 1.5 л 5E-FE I4 93 к.с. 136 Нм
- 1.5 л 5E-FHE I4 115 к.с.

## Друге покоління

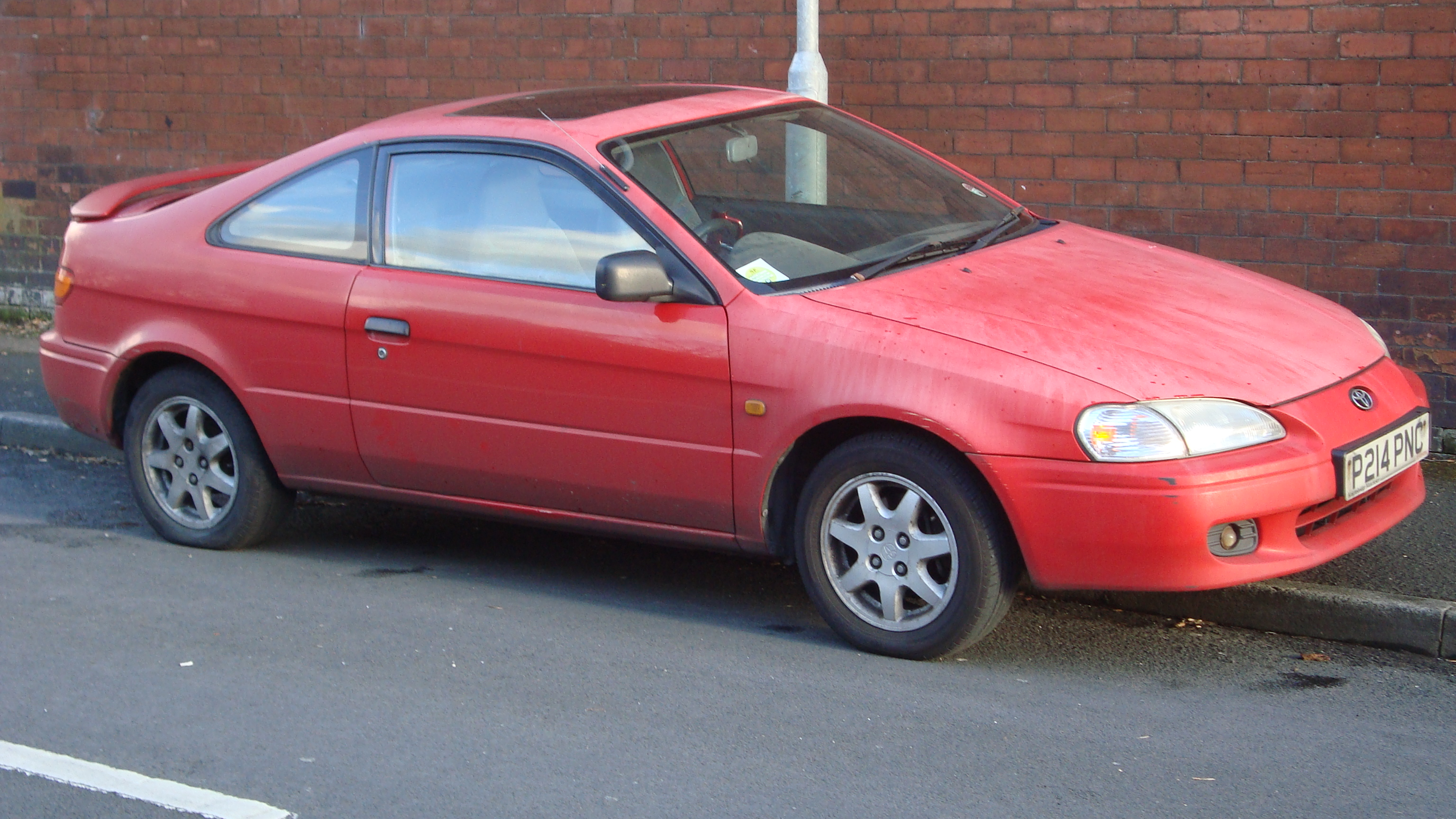
Toyota Paseo ІІ

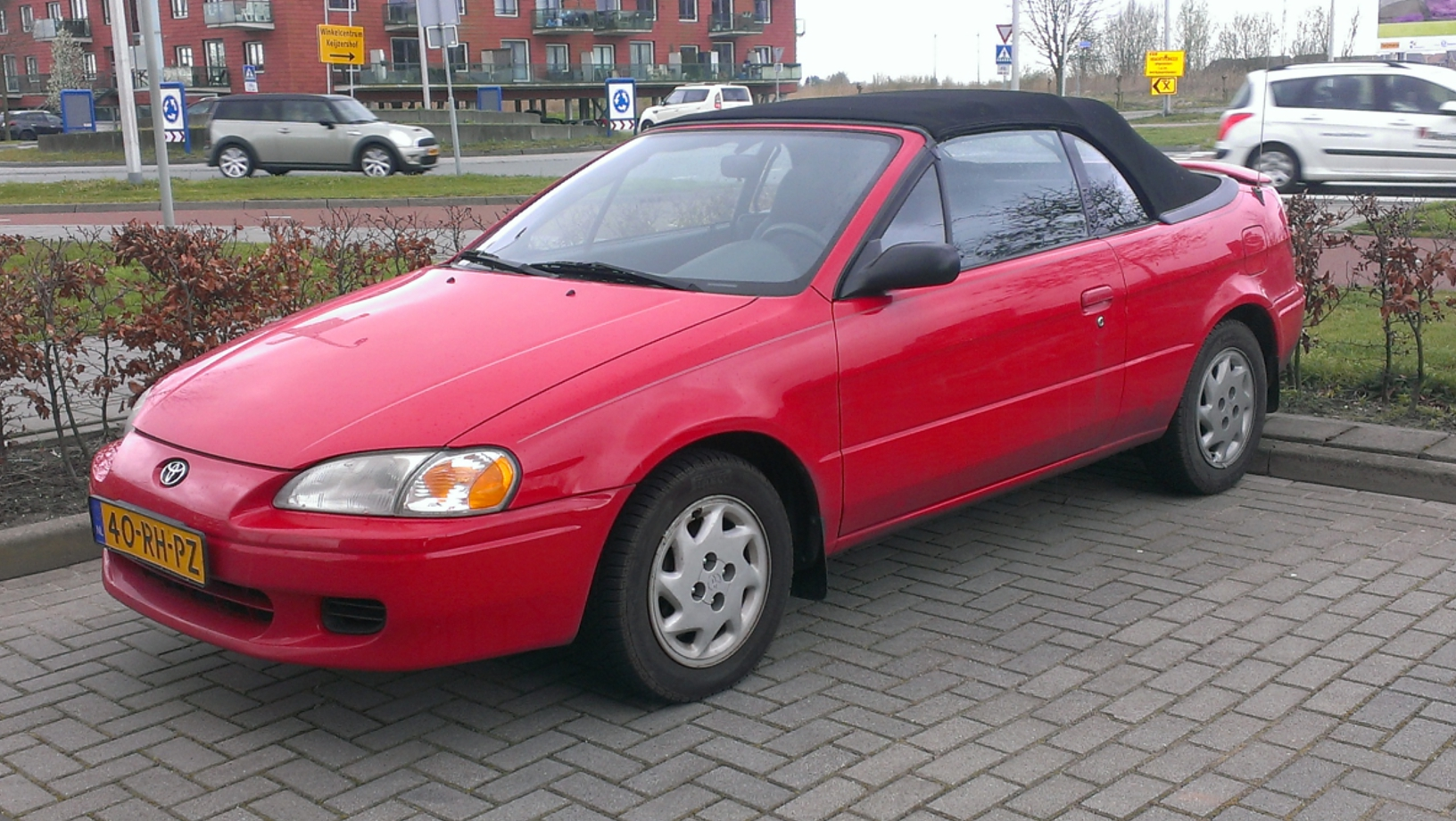
Toyota Paseo ІІ

Випуск другого покоління Cynos почався в Японії в 1995 році. Крім певної модернізації в електронній системі, єдиним помітним зміною став кузов з листового металу. Модель в кузові кабріолет була показана в жовтні 1995 року на Токійському автосалоні і з'явилася у продажу в серпні 1996 року.
Після зниження рівня викидів, потужність двигуна в другому поколінні зменшилася до 93 к.с. (69 кВт), крутний момент склав 136 Нм. На ці автомобілі встановлювався чотирициліндровий двигун 5E-FE/FHE, для Японії був також доступний двигун 4E-FE. Модель продавалася у Великій Британії з 1996 по 1998 роки, але пішла з цього ринку через низький рівень продажу. На європейському ринку модель називалася Toyota Paseo.
У Великій Британії були доступні три комплектації: базова ST, Si з 14-дюймовими легкосплавними дисками, CD-плеєром Sony, спойлером зі стоп-сигналом і антиблокувальною системою, та Galliano, зі спойлером, бризковиками, наклейками з боків, а також більш широкими 15- дюймовими легкосплавними дисками з низькопрофільними шинами 195/50. Кабріолет не продавався у Великій Британії. Всі моделі там продавалися з двигуном 5E-FE потужністю 89 к.с. (66 кВт). Максимальна швидкість цих моделей, згідно Toyota, становить 180 км/год.
Версія для японського ринку мала три комплектації: Alpha, Beta і Juno. Все обладнані кольоровими боковими дзеркалами і заднім склоочисником. Моделі відрізнялися панелі приладів, оббивкою салону, кермовим колесом і двигунами. Juno отримала з 1,3-літровий двигун 4E-FE з чотирьох-ступінчастою автоматичною коробкою передач. На Alpha встановлювався двигун 5E-FE об'ємом 1,5 літра з п'яти-ступінчастою механічною коробкою передач. Beta обладнувалася двигуном 5E-FHE (широко відомий по Toyota Sera), з п'яти-ступінчастою механічною коробкою передач.
Модель Toyota Cynos/Paseo перестала випускатися в 1999 році.

### Двигуни
- 1.3 л 4E-FE I4 85-88 к.с. (Японія)
- 1.5 л 5E-FE I4 93 к.с. 136 Нм
- 1.5 л 5E-FHE I4 110 к.с.